# Chromadorea
I Chromadorea sono una classe del phylum dei nematodi (Nematoda). Contengono una singola sottoclasse (Chromadoria) e diversi ordini. Con una tale collocazione ridondante, i Chromadoria potrebbero essere suddivisi se si scoprisse che gli ordini formano più cladi, o abbandonati se si scoprisse che costituiscono un'unica ramificazione.
In precedenza, erano trattati come una sottoclasse nella macro-categoria parafiletica "Adenophorea", che è stata per lo più abbandonata dagli autori moderni. Si sospetta anche che la classe dei Chromadora possa non essere monofiletica come qui definita; almeno i Monhysterida sembrano rappresentare un lignaggio distinto e molto più antico degli altri.

## Descrizione
Il corpo dei membri di questa classe presenta di solito anelli, anfidi elaborati e a spirale, e tre ghiandole esofagee. Di solito vivono in sedimenti marini, sebbene possano vivere altrove. Hanno una faringe più sofisticata rispetto alla maggior parte dei nematodi.
I membri di questa classe possono essere identificati dalla presenza di otto conserved signature indels (CSI) condivisi esclusivamente da questa classe. Questi marcatori molecolari si trovano in proteine essenziali come la tRNA (guanina-N(1))-metiltransferasi e possono servire come metodo molecolare affidabile per distinguere Chromadorea da altre classi all'interno del phylum Nematoda.

## Tassonomia
In via provvisoria, qui vengono collocati i seguenti ordini:
- Araeolaimida
- Ascaridida[2]
- Chromadorida
- Desmodorida
- Desmoscolecida
- Monhysterida[3]
- Rhabditida
- Rigonematida[2]

Anche i Benthimermithida sono occasionalmente collocati qui.
Gli Ascaridida sembrano essere nidificati all'interno di Rhabditida.
Una parte del phylum Nematoda, uno dei nove phyla principali, insieme ad altre specie di nematodi, è più frequentemente correlata ad altre specie principali di nematodi come ossiuri, anchilostomi e Strongyloides.